# Bryan Mascarenhas
Bryan Borges Mascarenhas, noto semplicemente come Bryan (Salvador, 3 agosto 1996), è un calciatore brasiliano, centrocampista del Paysandu.

## Caratteristiche tecniche
È un esterno destro.

## Carriera
Cresciuto nel settore giovanile della Chapecoense, ha esordito in prima squadra il 10 febbraio 2017 disputando l'incontro di Copa Sul-Minas-Rio perso 2-0 contro il Cruzeiro.

## Palmarès

### Club

#### Competizioni statali
- Campionato Pernambucano: 2

Náutico: 2021, 2022